# Defenders of Riga
Defenders of Riga (lettisk: Rīgas sargi) er en lettisk spillefilm instrueret af Aigars Grauba, og med skuespillerne Elita Kļaviņa, Jānis Reinis og Artūrs Skrastiņš i hovedrollerne. Filmen er baseret på historiske hændelser under den lettiske krig for uafhængighed i 1919, og er indspillet i årene fra 2004 til 2007 i en dertil opført filmby i Letland med navnet Cinevilla.

## Handling
1. verdenskrig er overstået. Mārtiņš vender hjem til sin udkårne, efter at have kæmpet i krigen gennem flere år i det fremmede. Han opfattter ikke de forestående hjemlige kampe – både om Elzas hjerte, og om den nyetablerede lettiske stat – kun er forestående. De tyske tropper med den russiske officer Pavel Bermondt i spidsen går efter at indtage Riga, og det lader til, at det eneste håb for Letland mod den tyske overmagt er hjælp fra de allierede. Men, Mārtiņš med en håndfuld mod er klar til kamp. Rigas forsvarere styrker heltemodigt troen på den lettiske nation både hjemme og i udlandet.

## Medvirkende
- Jānis Reinis som Mārtiņš
- Elita Kļaviņa som Elza
- Ģirts Krūmiņš som Pavel Bermondt
- Romualds Ancāns som Rüdiger von der Goltz
- Indra Briķe som grevinde
- Vilis Daudziņš som Paulis
- Uldis Dumpis som præst
- Kestutis Jakstas som Kārlis Ulmanis
- Andris Keišs som Ernests Savickis
- Ģirts Ķesteris som Arnolds
- Artūrs Skrastiņš som Jēkabs
- Agris Māsēns som Augusts Savickis